# مورستاون لنولا (نیوجرسی)
مورستاون لنولا (به انگلیسی: Moorestown-Lenola) یک منطقهٔ مسکونی در ایالات متحده آمریکا است که در مورستاون، نیوجرسی واقع شده‌است. مورستاون لنولا ۱۸٫۴۳۵ کیلومتر مربع مساحت و ۱۴٬۲۱۷ نفر جمعیت دارد و ۱۹ متر بالاتر از سطح دریا واقع شده‌است.